# Helmand (Provinz)
Helmand (persisch هلمند), auch Hilmand oder Helmund, ist eine der 34 Provinzen Afghanistans.
Sie liegt im Süden, grenzt an Pakistan und ihre Hauptstadt ist Laschkar Gah. Der derzeitige (2021) Gouverneur ist Talib Mawlawi. Die Provinz hat 1.498.480 Einwohner (Stand: 2022), von denen die Mehrheit zur Gruppe der Paschtunen gehört.

## Geschichte
Helmand war früher Teil der persischen Provinz Sistan, war bis 1940 Teil der afghanischen Provinz Kandahar und ist seit 1958 eine eigenständige Provinz (anfangs noch unter dem Namen Girischk nach der gleichnamigen Stadt). Am 30. April 1964 wurde sie in „Helmand“ umbenannt – nach dem Hilmend Rud, dem längsten Fluss Afghanistans.
Der Girischk Damm am Hilmend wurde vor der sowjetischen Invasion Afghanistans von den USA gebaut. Er produziert Strom und war einer der Versuche, das Land zu modernisieren. 2005 versuchten 20 Taliban, ihn zu sprengen.
Helmand war nach dem Sturz der Taliban 2001 eine der Hochburgen des Widerstands gegen die Regierung Karzai und die NATO-Truppen vor Ort geworden. Ebenso hat die Schlafmohn-Produktion durch Drogenbarone stark zugenommen.
Von März 2007 an unternahmen NATO- und afghanische Truppen die Operation Achilles, um die in Helmand starken Taliban zu vertreiben. Am 2. Juli 2009 starteten mehr als 4000 US-Soldaten und 650 afghanische Soldaten und Polizisten, die Operation Khanjar, die bis dato größte Militäraktion seit dem Einmarsch 2002. Nach Presseberichten ist es die größte Offensive von US-Marines seit dem Vietnamkrieg.
2010 unternahmen NATO- und afghanische Truppen die Operation Muschtarak, die größte Offensive des Afghanistankrieges gegen die Taliban überhaupt.
Im Dezember 2015 bat der Vizegouverneur der Provinz um Unterstützung gegen den Vormarsch der Taliban. Ende März 2017 setzten sich afghanische Regierungstruppen aus der Stadt Sangin ab, die im Zentrum der Opiumregion Helmands liegt und überließen den Ort weitgehend kampflos den Taliban. Seit dem 13. August 2021 steht die Region unter vollständiger Kontrolle der Taliban.

## Verwaltungsgliederung
Die Provinz Helmand ist in folgende Distrikte (Stand: 2022) gegliedert:
| Distrikt         | Hauptstadt       | Bevölkerung (2022) | Gebiet     | Anzahl der Dörfer und ethnische Gruppen                   |
| ---------------- | ---------------- | ------------------ | ---------- | --------------------------------------------------------- |
| Baghran          | Baghran          | 114.580            | 3.124 km2  | 38 Dörfer. Paschtunisch.                                  |
| Chanaschin (Reg) | Chanaschin       | 27.280             | 13.153 km2 | Paschtunisch                                              |
| Dischu           | Dischu           | 31.360             | 9.485 km2  | 80 % Paschtunisch und 20 % Belutschisch                   |
| Garmsir          | Garmsir          | 123.430            | 10.345 km2 | 112 Dörfer. Paschtunisch.                                 |
| Kajaki           | Kajaki           | 120.940            | 1.976 km2  | 220 Dörfer 100 % Paschtunisch                             |
| Laschkar Gah     | Laschkar Gah     | 202.530            | 998 km2    | 160 Dörfer. Paschtunisch.                                 |
| Mardscha         | Mardscha         | 31.500             | 2.300 km2  | 95 % Paschtunisch, 5 % Tadschikisch und Hazara.           |
| Musa Qala        | Musa Qala        | 126.030            | 1,694 km2  | Paschtunisch                                              |
| Nad Ali          | Nad Ali          | 193.510            | 4.564 km2  | 90 % Paschtunisch, 10 % Turkmenisch und Hazara.           |
| Nahri Saraj      | Girischk         | 169.510            | 1,543 km2  | 97 Dörfer. Paschtunisch                                   |
| Nawah Misch      |                  | 19.730             |            |                                                           |
| Nawa-i Baraksaji | Nawa-i Baraksaji | 115.180            | 4135 km2   | 350 Dörfer. Paschtunisch                                  |
| Nawzad           | Nawzad           | 101.270            | 4.135 km2  | 100 % Paschtunisch                                        |
| Sangin (Reg)     | Sangin           | 80.080             | 508 km2    | 99 % Paschtunisch, 1 % Hazara, Tadschikisch und Arabisch. |
| Waschir          | Waschir          | 29.960             | 4.319 km2  | Paschtunisch                                              |

## Wirtschaft

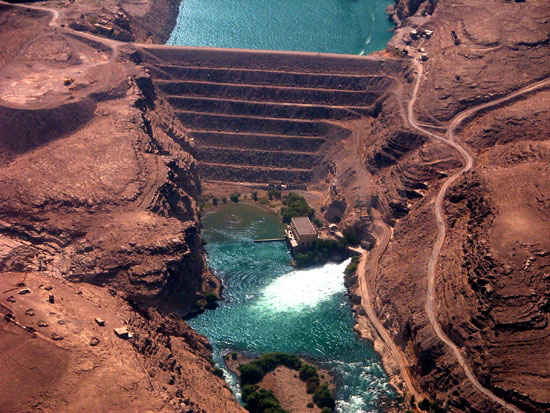
Der 1953 erbaute Kajakai-Damm staut den Fluss Hilmend Rud, Aufnahme 2004

Helmand besteht vor allem aus Wüsten und fruchtbaren Flusstälern. Die Wirtschaft basiert auf etwa 75 % Ackerbau (Wassermelonen,…), 20 % Viehzucht und 5 % Dienstleistungen. Sie wurde in den letzten 15 Jahren vom illegalen Schlafmohnanbau überschattet.
Die seit 1999 über 5 Jahre andauernde Dürre ließ viele traditionelle Brunnen (Karez) austrocknen. Etwa 45 % der Bevölkerung benötigen dringend Trinkwasser. Außerdem werden elektrischer Strom, Schulen und Kliniken benötigt. Neben der Sicherung dieses Grundbedarfs ist die Reparatur der Kajakai-Talsperre und der Bewässerungssysteme vorrangig.
Helmand hat einen Flugplatz südlich von Laschkar Gah (31° 33′ 33″ N, 64° 21′ 51″ O).

## Schlafmohnanbau
Der Anbau von Schlafmohn wuchs von 1979 bis 1999 um das Fünfzehnfache. 1999 wurde in der Provinz Helmand auf etwa 44.500 Hektar Schlafmohn angebaut. Weil die Talibanregierung im Juli 2000 den Anbau verbot, gab es 2001 keinen Anbau. Nach dem Sturz der Talibanregierung Ende 2001 wurde 2002 wieder auf 29.950 ha angebaut. Das Büro der Vereinten Nationen für Drogen und Verbrechen (UNODC) nennt für 2006 eine Anbaufläche von 69.324 ha, die sich 2007 um fast 50 % auf 102.770 ha erhöhte. Das sind mehr als die Hälfte der gesamten Anbaufläche von 193.000 ha in Afghanistan. Pro Hektar wurden 42,5 kg Schlafmohn geerntet. Mit dem Schlafmohnanbau (5.200 US $ pro ha) wird etwa das Zehnfache im Vergleich zum Weizenanbau (546 US $ pro ha) verdient.
Die Taliban haben inzwischen die Verordnung ihres ehemaligen Anführers Mohammed Omar aufgehoben, der im Juli 2000 den Anbau von Schlafmohn als Sünde verbot. Eine UNODC-Erhebung bei fast 3000 Bauern in 1500 Dörfern kommt zu dem Ergebnis, dass weiterhin 38 % der Bauern Schlafmohn deswegen nicht anbauen, weil sie damit gegen den Islam verstoßen würden, 28 %, weil es illegal sei, und 18 %, weil sie die Schura respektieren würden.